# Geometrische Figur
Eine Geometrische Figur ist ein Begriff aus der Geometrie, der uneinheitlich verwendet wird und häufig undefiniert bleibt. Oft versteht man darunter bestimmte Teilmengen einer Ebene oder eines dreidimensionalen Raums. Einschließend im Begriff sind sowohl Figuren gemeint, die aus einfachen Teilen wie Geraden und Kreisen zusammengesetzt sind, als auch komplexere Teilmengen wie Fraktale. Der Begriff wird sowohl in der euklidischen Geometrie (Geometrische Formen im flachen Raum), als auch in der nichteuklidischen Geometrie verwendet.

## Definition und Abgrenzung

Beispiel für eine nicht eindeutig als Teilmenge darstellbare geometrische Figur: Eine Strecke AC zusammen mit einem daraufliegenden Punkt B

In der Geometrie werden Räume, wie die zweidimensionale Ebene oder der dreidimensionale Raum, heutzutage meist als Punktmengen aufgefasst. Eine geometrische Figur ist damit eine Teilmenge eines solchen Raums, also eine Menge von Punkten.
Von dieser Definition als Teilmenge werden weitergehende Strukturierungen wie ein geordnetes Paar von Punkten nicht abgedeckt, weil für zwei Punkte A und B die Mengen {A; B} und {B; A} gleich sind.
Ein Beispiel: Auf einer Strecke AC liegt ein Punkt B (wie auf dem Bild rechts). Zwei verschiedene Möglichkeiten des Punktes B führen auf dieselbe Teilmenge der Ebene, nämlich die Strecke AC, also sind sie als Figuren im oben definierten Sinn identisch.

## Überblick und Beispiele

### Ebene geometrische Figuren
Die einfachste geometrische Figur ist der Punkt. Die nächst einfachere Figur ist die Gerade. In der affinen Geometrie bezeichnet man Punkte und Geraden als affine Unterräume und ordnet ihnen eine Dimension zu. Punkte sind demnach nulldimensionale und Geraden eindimensionale Unterräume der zweidimensionalen affinen Ebene. Eine wichtige Rolle spielen in der Geometrie auch Teilmengen von Geraden, z. B. die Strecken zwischen zwei Punkten und die Halbgeraden. Diese Punkte werden auch Knoten oder Ecken genannt.

Beispiele für ebene geometrische Figuren: Fünfeck (links oben), Viereck (rechts oben), Dreieck (links unten) und Kreis (rechts unten)

Die Figurenklasse der Polygone erhält man, indem man mindestens drei Punkte miteinander verbindet. Die dadurch entstandenen Strecken werden auch Kanten oder Seiten genannt. Bereits die einfachsten Polygone, z. B. die Dreiecke, ermöglichen reichhaltige geometrische Definitionen und Sätze (vgl. auch Dreiecksgeometrie, Trigonometrie). Dreiecke spielen auch deshalb eine wichtige Rolle, weil sich Polygone mit mehr als drei Ecken (also Vierecke, Fünfecke, Sechsecke usw.) in Dreiecke zerlegen lassen.
Durch zusätzliche Bedingungen an Abständen und Winkeln lassen sich häufig betrachtete Spezialfälle von Polygone definieren. Bei den regelmäßigen Vielecken sind alle Seiten gleich lang und zudem alle Winkel zwischen aneinandergrenzenden Seiten gleich. Bei drei Ecken ergeben sich gleichseitige Dreiecke, bei vier Ecken Quadrate. Überschlagene regelmäßige Polygone, wie das Pentagramm, werden auch Sterne genannt. Weitere spezielle Typen von Dreiecken sind die gleichschenkligen Dreiecke mit zwei gleichlangen Seiten und die rechtwinkligen Dreiecke mit einem rechten Winkel. Ein Viereck mit vier gleichen und rechten Winkeln wird Rechteck genannt, ein Viereck mit vier gleichlangen Seiten heißt Raute, wenn die Winkel nicht rechtwinklig sind. Ein Parallelogramm ist ein Viereck, bei dem die beiden jeweils gegenüberliegenden Seiten parallel sind.
Ebenfalls mit Hilfe des Abstandsbegriffs lassen sich Kreise definieren. Ein Kreis ist definiert als die „Menge aller Punkte, die von einem vorgegebenen Punkt einen festen Abstand r haben“. Der Abstand r heißt dann Radius. Da in der klassischen Geometrie Konstruktionen mit Zirkel und Lineal eine große Bedeutung zukommt, zählen Kreise neben den Geraden zu den grundlegenden Figuren bei geometrischen Problemen. Wie der Kreis lassen sich auch die anderen ebenen Figuren, wie Kegelschnitte, Ellipsen, Parabeln und Hyperbeln, durch elementargeometrische Abstandsbedingungen definieren. So ist beispielsweise die Ellipse die Menge aller Punkte, für die die Summe der Abstände zu zwei gegebenen Punkten gleich ist. Die Hyperbel ist die Menge aller Punkte, für die die Differenz der Abstände zu zwei gegebenen Punkten gleich ist.
Die Kegelschnitte lassen sich in Koordinaten durch polynomiale Gleichungen zweiten Grades beschreiben: Sie sind sogenannte Quadriken. Beispiele für Kurven, die durch Gleichungen höheren Grades definiert werden, sind das kartesische Blatt, die elliptischen Kurven oder die cassinischen Kurven. Alternativ lassen sich Kurven auch mittels Parameter als Wege beschreiben. Diese Darstellungsform kann z. B. verwendet werden, um verschiedene Arten von Spiralen oder Zykloiden zu untersuchen.

### Räumliche geometrische Figuren

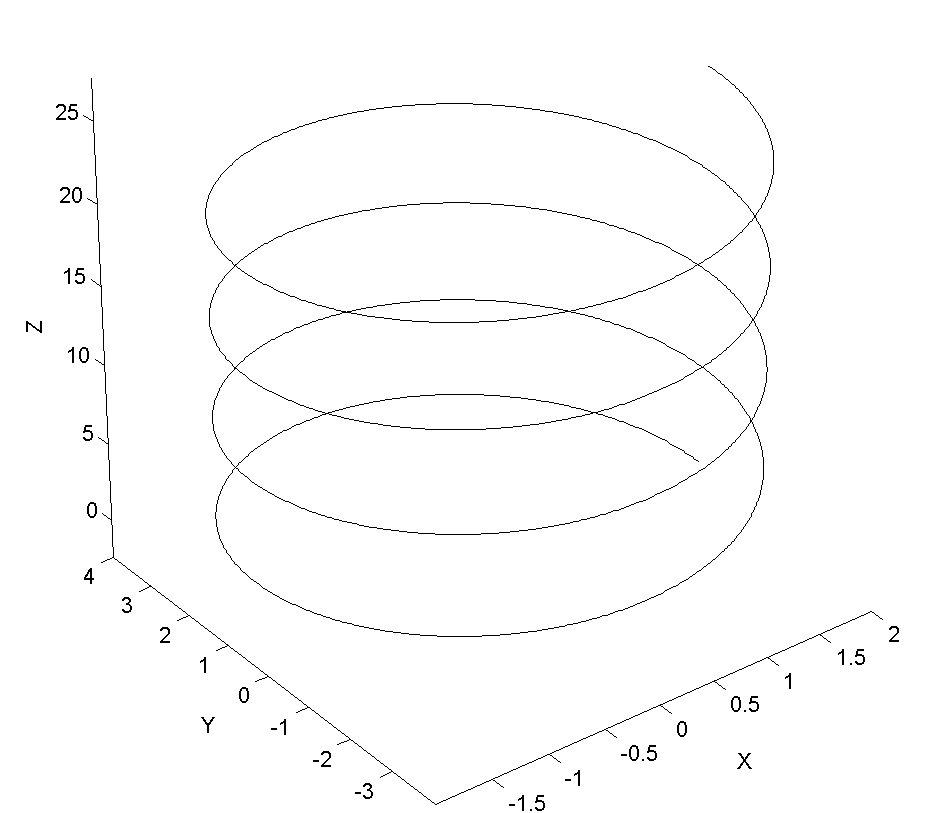
Räumliche Kurven (hier eine Helix) sind ebenfalls räumliche geometrische Figuren

Wie in der Ebene sind auch im dreidimensionalen euklidischen Raum die affinen Unterräume (Punkte, Geraden und Ebenen) zusammen mit Strecken und Halbgeraden die einfachsten geometrischen Figuren. Als Teilmengen von Ebenen im Raum lassen sich alle ebenen Figuren auch als Figuren im Raum auffassen. Strecken können auch zu geschlossenen oder offenen räumlichen Polygonzügen zusammengesetzt werden. Allgemein kann man auch Kurven im dreidimensionalen Raum (sog. Raumkurven) betrachten, wie die Helix oder Knoten.

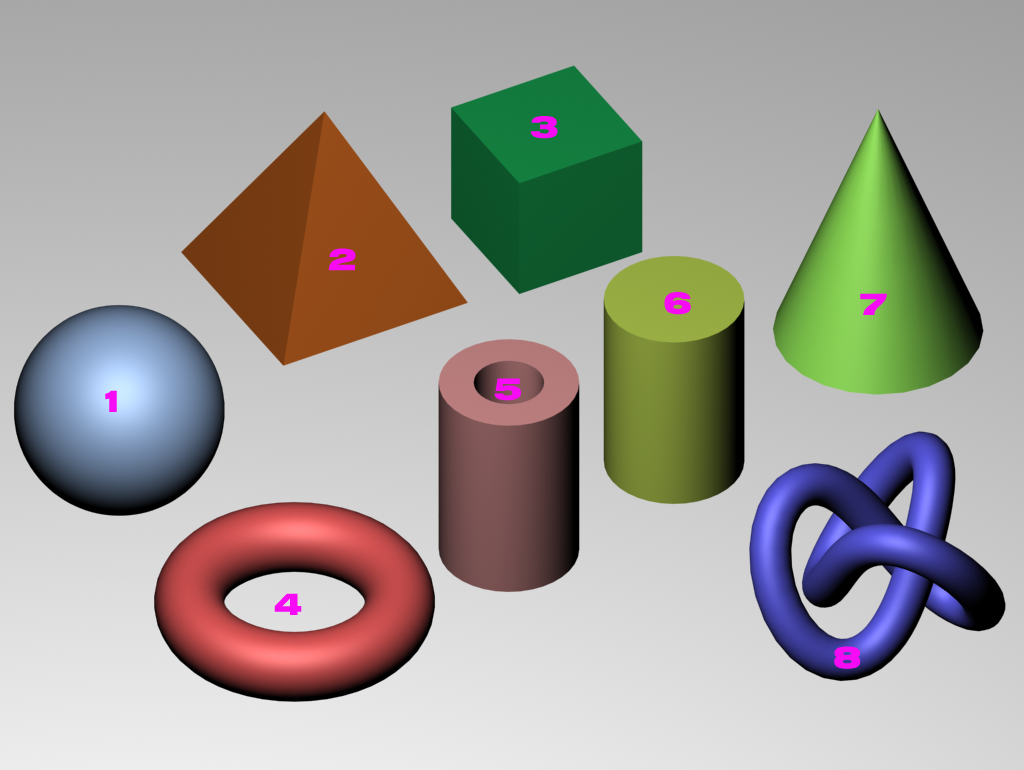
Beispiele für räumliche geometrische Figuren: Kugel, Pyramide, Würfel, Torus, Hohlzylinder, Kreiszylinder, Kegel und ein verknoteter Torus

Den zweidimensionalen Polygonen entsprechen im Raum die Polyeder, das sind geometrische Körper, die nur von ebenen Seitenflächen begrenzt sind. Die platonischen Körper sind dadurch charakterisiert, dass alle ihre Seitenflächen kongruente regelmäßige Vielecke sind. Bereits den Mathematikern im antiken Griechenland war bekannt, dass es genau fünf platonische Körper gibt: Tetraeder, Hexaeder (Würfel), Oktaeder, Ikosaeder und Dodekaeder. Eine weitere Klasse regelmäßiger Polyeder mit hoher Symmetrie sind die archimedischen Körper, wie das Kuboktaeder. Die vollständige Klassifizierungen aller streng konvexen Körper mit ausschließlich regelmäßigen Vielecken als Seitenflächen gelang erst im 20. Jahrhundert mit den Johnson-Körpern.
Weitere häufig betrachtete Arten von Polyedern sind die Pyramiden und die Prismen. Ein gerades Prisma mit einem Rechteck als Grundfläche heißt Quader. Ein schiefes Prisma mit einem Parallelogramm als Grundfläche wird Parallelepiped oder Spat genannt.
Verallgemeinerungen von Pyramiden und Prismen auf nicht-polygonale Grundseiten sind Kegel und Zylinder. Der gerade Kreiskegel und der gerade Kreiszylinder sind Beispiele für eine weitere wichtige Figurenklasse, die Rotationskörper. Zu ihnen gehört auch der Torus, der durch Rotation eines Kreises um eine in der Kreisebene gelegene Achse entsteht.
Das dreidimensionale Analogon des Kreises, also die Menge aller Punkte im Raum, die von einem gegebenen Punkt den gleichen Abstand haben, ist die Kugel. Sie lässt sich ebenfalls als Rotationskörper erzeugen, nämlich durch Rotation eines Kreises um einen Durchmesser. Die Kugel ist der wichtigste Fall einer Quadrik im dreidimensionalen Raum. Weitere Quadriken sind die Ellipsoide, Paraboloide und Hyperboloide, die allgemein auch Flächen zweiter Ordnung genannt werden. Die geometrischen Eigenschaften, insbesondere die Krümmungseigenschaften allgemeiner Flächen, werden im mathematischen Teilgebiet der (elementaren) Differentialgeometrie untersucht. Dabei können Flächen als Lösungsmenge von Gleichungen oder durch Parameterdarstellung angegeben werden.

### Nichteuklidische geometrische Figuren

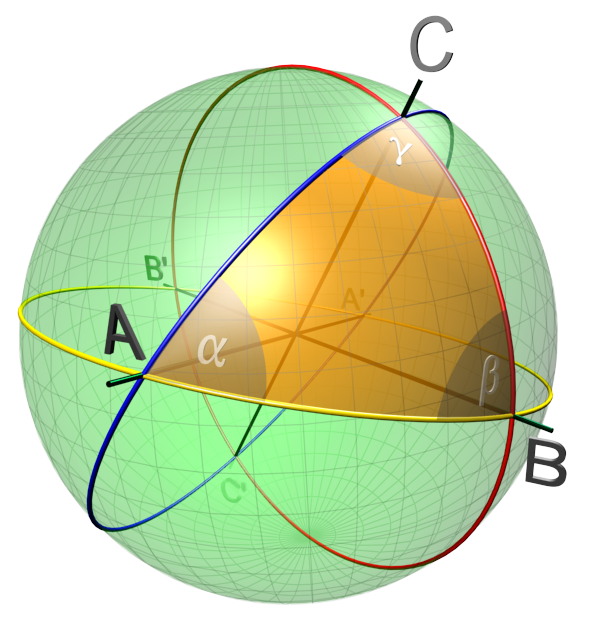
Kugeldreieck als Beispiel für eine nichteuklidische geometrische Figur

In den nichteuklidischen Geometrien, die Spezialisierungen der absoluten Geometrie sind, in denen das Parallelenaxiom aber nicht gilt, besitzen die geometrischen Figuren teilweise andere Eigenschaften, insbesondere bezüglich der metrischen Eigenschaften Abstand und Winkelmaß. So beträgt die Innenwinkelsumme eines Kugeldreiecks mehr als 180°, und ein Kugeldreieck kann drei rechte Winkel enthalten, wenn die Ebenen der drei Großkreise senkrecht aufeinander stehen („Oktant“). Ein „Quadrat“ auf einer Kugeloberfläche wird durch vier gleich lange Abschnitte von Großkreisen definiert. Auch seine Winkelsumme ist immer größer als 360°.

Ein „Quadrat“ auf einer Kugeloberfläche mit vier Winkeln von jeweils 120°.

Vielecke im hyperbolischen Raum bzw. der hyperbolischen Ebene besitzen eine Winkelsumme kleiner als in der euklidischen Geometrie.

### Fraktale geometrische Figuren

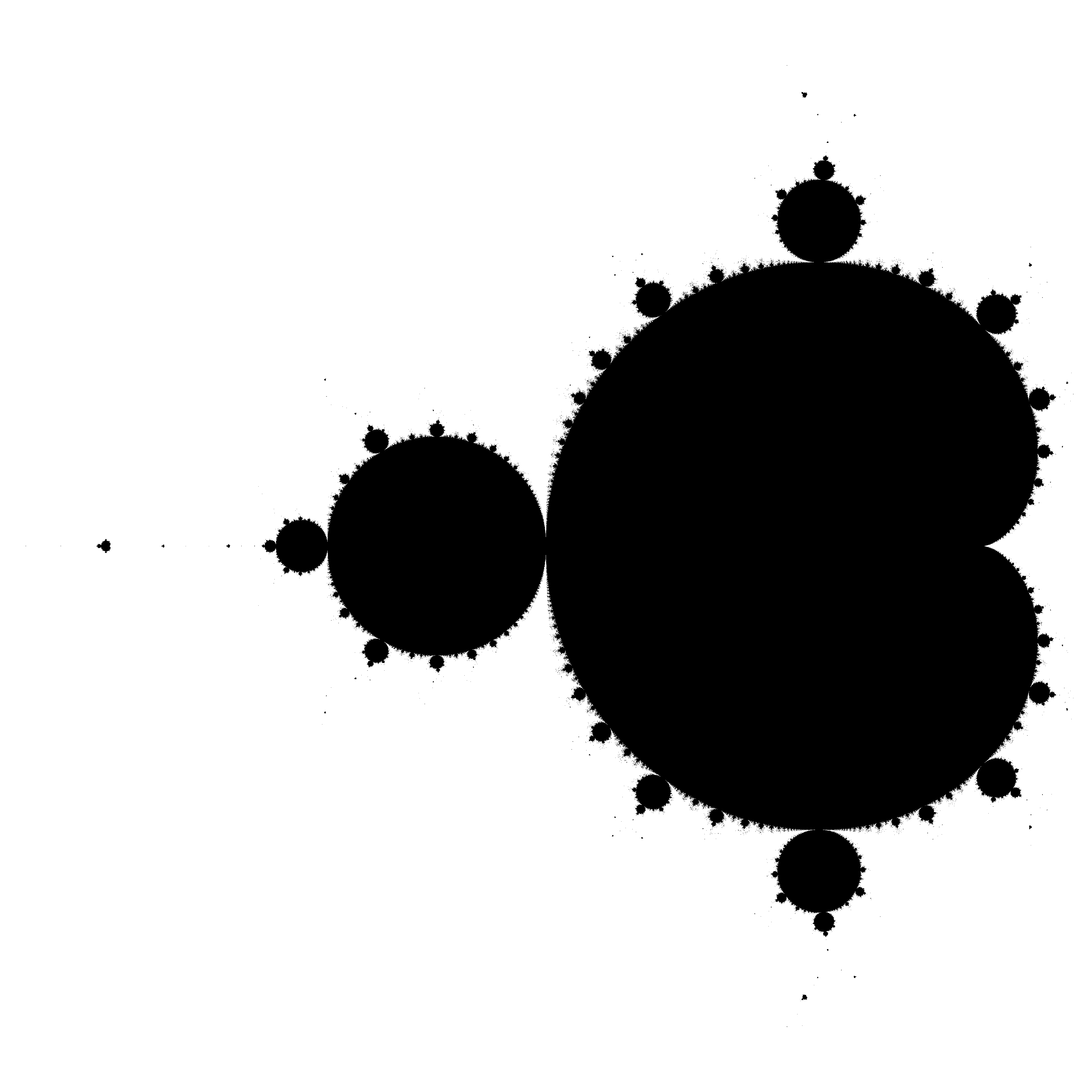
Mandelbrotmenge als Beispiel für eine fraktale geometrische Figur in der Ebene

- Die Koch-Kurve wird durch die unendliche Iteration erzeugt, die mit einer einzelnen Strecke beginnt. Diese wird durch eine aus vier Strecken zusammengesetzte Figur ersetzt. Jeder der kleineren Streckenteile wird wieder durch eine verkleinerte Kopie dieser Figur ersetzt. Wird dieser Prozess unendlich fortgeführt, entsteht schließlich die Koch-Kurve.
- Nach einem ähnlichen Prinzip entsteht auch die Gosper-Kurve. Hier wird aber immer durch eine siebenseitige Figur ersetzt.
- Die Drachenkurve beschreibt die Form, die man erhält, wenn man einen langen Papierstreifen immer in die gleiche Richtung in der Mitte faltet und dann beim Auseinanderfalten jeden Knick zu einem rechten Winkel macht. Man kann sie auch wie die Koch-Kurve durch wiederholtes Ersetzen erzeugen.
- Um das Sierpinski-Dreieck zu erhalten, startet man mit einem gleichseitigen Dreieck und teilt es durch die Verbindungen der Seitenmittelpunkte in vier kleinere gleichseitige Dreiecke. Man entfernt das mittlere Dreieck und verfährt mit den anderen drei Dreiecken genau so wie mit dem Ausgangsdreieck.
- Der Menger-Schwamm wird fast so wie das Sierpinski-Dreieck konstruiert, es wird statt eines Dreiecks aber ein Würfel in 27 kleinere Würfel geteilt, von denen die sechs mittleren Würfel der Seiten und der zentrale Würfel entfernt werden. Mit den 20 verbleibenden Würfeln wird genau so verfahren.
- Bei der Mandelbrot-Menge wird eine rekursive Folge für viele Schritte berechnet. Geht der Wert (der komplexen Zahl) nicht gegen unendlich (für praktische Berechnungen wird eine endliche Schranke gewählt), so gehört diese komplexe Zahl zu dem Fraktal.

## Ähnliche Themen
- Unmögliche Figuren sind grafisch zweidimensionale, vorgeblich dreidimensionale Konstrukte, die körperhaft nicht existieren können.